# Ерёмин, Игорь Алексеевич

Еремин И.А.

И́горь Алексе́евич Ерёмин (17 сентября 1934, село Понзари, Воронежская область — 25 апреля 1983, Благовещенск, Амурская область) — дальневосточный поэт и журналист, учитель русского языка и литературы, мастер лиро-эпического жанра, член Союза писателей СССР.

## Биография
Родился в семье учителей, был старшим из пятерых детей. После окончания средней школы вслед за родителями переехал на Дальний Восток в Волочаевку. В 1954 году поступил в Благовещенский педагогический институт на историко-филологический факультет. В 1957 году, учась на четвёртом курсе, перешёл на заочное отделение этого факультета и был принят на работу в местную молодёжную газету «Амурский комсомолец». Сначала на должность литературного сотрудника, позже назначен заведующим отделом комсомольской жизни.
В 1961 году преподавал русский язык и литературу в Семилетней школе в Волочаевке. Работая со школьниками на совхозных полях, познакомился с будущей женой, которая приехала после распределения, окончив Усманский сельскохозяйственный техникум. Поженились на третий день знакомства. С 1962 года по 1967 работал в белгородской межрайонной газете «Ленинский путь» заведующим отделом писем культуры и быта, затем ответственным секретарём.

Мемориальная доска Еремину

Написал статью о спорте и высказал в ней совсем иное мнение, чем имелось оно в райкоме партии. Состоялось партсобрание, на котором Игорь Алексеевич не изменил своих взглядов и отказался публично признать свои ошибки. Естественно, такое не оставалось ненаказуемым. Сумели сфабриковать общественное обвинение его жены, якобы пытавшейся что-то украсть в промышленном магазине. Расчёт был верным. После такого обвинения, хотя дело до суда и не доводилось, Игорь Алексеевич вынужден был оставить редакцию.
В начале 1967 года один без семьи уезжает в Биробиджан, где в течение двух лет работает старшим литературным сотрудником в областной газете «Биробиджанская звезда». С 1969 года нештатный корреспондент районной и областных газет, радио в Белогорске и Благовещенске.
В 1975 году принят в Хабаровскую писательскую организацию. Член ревизионной комиссии Амурской писательской организации. Принят в Союз писателей СССР 22 января 1976 года, в Литературный фонд СССР 14 января 1977 года. С 1 февраля 1979 года до самой смерти жил в Благовещенске на Красноармейская улице, 194, кв. 21. В ночь с 24 на 25 апреля 1983 года умер от острой сердечной недостаточности. Похоронен 27 апреля на Вознесенском кладбище в Благовещенске.

## Творчество
Интерес к поэзии начал проявляться с детства. В 10 лет ему в руки случайно попала вырванная страница из книги со стихотворением Лермонтова «Смерть поэта». С творчеством других поэтов познакомила бабушка Прасковья Прохоровна: она пела песни на стихи Лермонтова, Никитина, Некрасова. Читал запоем «Кому на Руси жить хорошо». После познакомился с творчеством Заболоцкого, Твардовского, Блока, ставшими одними из его любимейших поэтов.
В старших классах прочитал статью о детском творчестве, где была такая фраза «Луна, как спелая дыня». Удивлённый сравнением и тем, что автор его ровесник, втайне стал писать и сам. Первое стихотворение было о весне, о Первом мае. Мать, узнав об увлечении сына, показала стихотворения одному преподавателю литературы. Ознакомившись с первым пробами пера, тот вынес, как говорил сам Игорь Алексеевич, «приговор»: «Ну, Пушкина из него не получится. А, впрочем, пусть пишет».
Первые стихотворения были опубликованы в областных газетах. В 1956 году в небольшом коллективном сборнике состоялась публикация — стихотворение-биография «Старый слесарь». Прототипом главного героя был одарённый рабочий-металлист Белогорского завода, с которым автор познакомился в гостях у своего друга Ивана Полтавцева.
Поэма «Солдатка», опубликованная в 1975 году в журнале «Наш современник», была удостоена премии издания как лучшая поэтическая публикация года. Игорь Алексеевич писал её более двух лет.
В 1982 году был опубликован сборник стихотворений «Большак», общее заглавие которому дала одноимённая поэма. Эта книга стала последним прижизненным изданием.

## Семья
- Отец — Ерёмин Алексей Акимович (17.03.1911-13.09.1968).

Родился в бедной крестьянской семье в деревне Александровские Верхи Протасовской волости Тамбовского уезда Тамбовской губернии. С 10 лет работал пастухом. С будущей женой познакомился во время учёбы в Тамбовском педагогическом техникуме в 1930-32гг. Член ВЛКСМ в 1931—1939 гг., в апреле 1941 года вступил в ВКП(б).
Заведующий школы рабочей молодежи в с. Осино-Лазовка в 1932-33гг. Инспектор районного отдела народного образования в с. Сампур в 1933—1934 гг. Директор неполной средней школы в с. Сапур в 1934—1939 гг. Заведующий районным отделом народного образования в с. Сампур в 1939—1942 гг. Председатель Сампурского райисполкома в 1942—1944 гг. С января по май 1944 года проходил курсы младшего лейтенанта в Тамбовском артиллерийско-техническом училище. В звании гвардии старшего лейтенанта в январе 1945 года за умелое отражение контратаки противника представлен к ордену «Красной Звезды». В 1952—1954 гг. директор Семилетней школы в Волочаевке. В 1954—1958 гг. работал учителем. В 1958—1967 гг. завуч школы, вёл уроки истории, географии и конституции СССР.
- Мать — Ерёмина (Чванова) Зоя Васильевна (8.12.1914-1978).

Родилась в селе Ковылка Вячкинской волости Кирсановского уезда Тамбовской губернии. В 1930 году окончила 7 классов в Кирсановской Девятилетней школе. В 1930-32 гг. студентка в Тамбовском педагогическом техникуме. Вела уроки начальных классов в школах Веселовке, Понзари и Сампуре. Во время войны работала в детском доме. В Волочаевке занималась домашним хозяйством. После смерти мужа в 1968 году продала дом и уехала из Волочаевки вместе с дочерью Ларисой к сыну Игорю в Биробиджан. В начале 1969 они переехали в Уссурийск к сыну Эдуарду, летом того же года во Владивосток к сыну Льву. Во Владивостоке работала дворником, жила в цокольном этаже и стояла в очереди на квартиру.
- Братья — Эдуард (род. 26.08.1938, с. Понзари), Лев (род. 02.12.1940, с. Сампур), Владимир (род. 28.11.1946, с. Пановы Кусты).

- Сестра — Лариса (род. 5.08.1953, с. Волочаевка)

- Жена — Ерёмина (Кобелева) Галина Никитовна (10.04.1941-20.07.2015). Родилась в селе Синицино Воронежской области.
  - Дочь — Светлана (1962 г.р.);
  - Дочь — Наталья (1963 г.р.);
  - Дочь — Вера (1965 г.р.).

## Увековечение памяти
К семидесятилетию со дня рождения, 14 сентября 2004 года на Северной улице, 14 в Белогорске, где раньше жил поэт, установили памятную мемориальную доску. Автор — благовещенский скульптор Валерий Разгоняев. Инициатором открытия мемориальной доски были соратники и друзья поэта Игорь Игнатенко, Станислав Повный, Анатолий Филатов, Амурская писательская организация, администрация и предприниматели Белогорска. На открытие пришли друзья и знакомые поэта, сотрудники управления социальной защиты населения и школьники.
Вторую мемориальную доску установили 4 июня 2015 года в Благовещенске на Красноармейской улице, 194. Инициатором выступила Амурская областная общественная писательская организация. Доска была установлена за счёт средств муниципального гранта «Прогулка по литературной тропе столицы Приамурья».
В Литературно-краеведческом музее БГПУ им. А. В. Лосева (ЛКМБГПУ) представлены в экспозиции поэтические сборники с автографами Ерёмина Игоря Алексеевича, подаренные Николаю Ивановичу Фотьеву и Ивану Михайловичу Полтавцеву.

## Публикации о жизни и творчестве
- «Зрелость» заметка Николая Фотьева о книге «Земные корни» в газете «Амурская правда» 6 января 1974 год
- «Гражданственность — талант нелёгкий!» интервью Станислава Демидова с Игорем Ерёминым в газете «Амурский комсомолец» 1974 год
- «Большак, вместивший судьбу народа» о книге «Большак» в газете «Амурский комсомолец» 18 апреля 1982 год
- «Не из глубинки — из глубины» статья Сергея Викулова в журнале «Наш современник» № 8 1988 год
- «Игорь Ерёмин — друг, человек, поэт и гражданин» очерк Ивана Полтавцева в газете «Амурский дилижанс» 23 апреля 2003 года
- «…светом стать и пережить себя» очерк Анатолия Филатова в литературно-художественном альманахе «Приамурье-2003» 2003 год[7]
- «Дни и годы с Игорем Ерёминым» очерк Ивана Полтавцева в литературно-художественном альманахе «Амур» № 4 2005 год
- Лосевские чтения — 2008: Материалы региональной научно-практической конференции. Выпуск 1. / Под ред. А. В. Урманова. — Благовещенск: Изд-во БГПУ, 2008. — 178 с. Л. Ф. Чеботина учитель МОУ «Гимназия искусств», г. Белогорск «Особенности лирики И. А. Ерёмина»
- Десять книг о войне: беседы с родителями о книгах амурских писателей и поэтов / сост. О. А. Барсова. — Благовещенск: АОДБ, 2009. — 24 с.
- Лосевские чтения — 2010: Материалы региональной научно-практической конференции. Выпуск 3. / Под ред. А. В. Урманова. — Благовещенск: Изд-во БГПУ, 2010. — 180 с. И. С. Назарова, доцент кафедры литературы БГПУ «Образ ладоней в лирике Игоря Ерёмина»
- Лосевские чтения — 2018: Материалы региональной научно-практической конференции. Выпуск 11. / Под ред. А. В. Урманова. — Благовещенск: Изд-во БГПУ, 2018. — 226 с. И. С. Назарова, доцент кафедры литературы БГПУ «Несколько штрихов к недописанному портрету Игоря Ерёмина»

### Авторские сборники
- «Через много лет» стихи, «Хабаровское книжное издательство» 1968 год
- «Ладони» стихи, «Хабаровское книжное издательство» 1972 год
- «Земные корни» со вступительной статьей Сергея Викулова, Москва, «Наш современник» 1973 год
- «Сердцевина» стихи и поэма, «Хабаровское книжное издательство» 1976 год
- «Окоём» стихи и поэмы со вступительной статьёй Николай Фотьева, «Хабаровское книжное издательство» 1978 год
- «Большак» поэмы, «Хабаровское книжное издательство» 1982 год
- «Зрелость» стихи со вступительной статьёй Николай Фотьева, «Хабаровское книжное издательство» 1984 год

### Коллективные сборники
- «Старый слесарь» коллективный сборник 1956 год
- «Берёзовые окна» подборка стихов под общим заглавием «Вёсны» в коллективном сборнике молодых амурских поэтов, «Амурское книжное издательство» 1963 год
- «Приамурье поэтическое», «Хабаровское книжное издательство» 1970 год
- «Стоят на Амуре русские сёла», «Хабаровское книжное издательство» 1978 год

## Публикации в периодических изданиях

### Поэзия
- «Письмо» стихотворение в газете «Амурская правда» 15 ноября 1956 год
- «Славный путь» стихотворение в газете «Амурский комсомолец» 3 марта 1957 год
- «На берегу пустынных волн» стихотворение в газете «Амурский комсомолец» 1 мая 1957 год
- «Родился сын» стихотворение в литературно-художественном альманахе «Приамурье» № 6 1957 год
- «Баллада о трудном пути» стихотворение в газете «Амурский комсомолец» 16 марта 1958 год
- «Юность моя» стихотворение в газете «Амурская правда» 3 августа 1958 год
- «В путь» стихотворение в журнале «Дальний Восток» № 5 1959 год
- «К жизни» стихотворение в газете «Амурский комсомолец» 1 июля 1959 год
- «Мне нравилась кудрявая красавица» стихотворение в газете «Амурский комсомолец» 5 июля 1959 год
- «Ты вышла замуж» стихотворение в газете «Амурский комсомолец» 4 сентября 1959 год
- «Я люблю этот мир» стихотворение в газете «Амурская правда» 21 сентября 1959 год
- «Школьница» стихотворение в газете «Амурский комсомолец» 15 мая 1960 год
- «Давайте верить в лучшее», «Берёза» стихотворения в газете «Амурский комсомолец» 7 августа 1960 год
- «Дождь» стихотворение в газете «Амурская правда» 20 сентября 1960 год
- «Встреча», «Дождь» стихотворения в журнале «Дальний Восток» № 1 1961 год
- «Спят девчата» стихотворение в журнале «Дальний Восток» № 4 1961 год
- «В дорогу» стихотворение в газете «Амурский комсомолец» 9 апреля 1961 год
- «Что такое счастье» стихотворение в газете «Амурский комсомолец» 27 августа 1961 год
- «Гроза», «А что мне ясно?» стихотворения в газете «Красное знамя» 9 июня 1962 год
- «Напоминание», «Беспокойство» стихотворения в газете «Ленинский путь» 4 ноября 1962 год
- «Справедливость» стихотворение в газете «Амурский комсомолец» 31 декабря 1962 год
- «Спасибо, жизнь» стихотворение в газете «Ленинский путь» 4 января 1963 год
- «Голубой автобус» стихотворение в газете «Ленинский путь» 12 октября 1963 год
- «Справедливость» стихотворение в журнале «Дальний Восток» № 3 1964 год
- «Байроны», «Стихи поэтов, павших на войне» стихотворения в газете «Ленинский путь» 29 июля 1964 год
- «Ночью в поезде» стихотворение в газете «Ленинский путь» 1 августа 1964 год
- «Я люблю тебя, Приамурье» стихотворение в газете «Ленинский путь» 4 августа 1964 год
- «Пшеничная волна» стихотворение в газете «Ленинский путь» 26 августа 1964 год
- «Приамурье» стихотворение в газете «Ленинский путь» 29 августа 1964 год
- «Стихи поэтов, павших на войне» стихотворение в газете «Амурский комсомолец» 11 сентября 1964 год
- «Утром», «Девочки» стихотворения в газете «Амурский комсомолец» 28 октября 1964 год
- «Армейцы» стихотворение в газете «Амурский комсомолец» 15 ноября 1964 год
- «Гитара» стихотворение в газете «Амурец» 17 января 1965 год
- «Романтика» стихотворение в газете «Амурская правда» 17 января 1965 год
- «Верочка» рассказ в стихах в газете «Ленинский путь» 20 марта 1965 год
- «Зал ожидания» стихотворение в газете «Амурская правда» 14 апреля 1965 год
- «Годен!», «Хлеб», «В больнице», «Над рекою Томью» стихотворения в газете «Ленинский путь» 31 мая 1965 год
- «Кино» стихотворение в журнале «Ангара» № 1 1966 год
- «Любовь», «Перед встречей», «Над рекою Томью» стихотворения в газете «Амурская правда» 19 марта 1966 год
- «Весенние стихи», «Ночные улицы чисты…» стихотворения в газете «Амурский комсомолец» 13 мая 1966 год
- «Однажды вечером» стихотворение в газете «Ленинский путь» 31 мая 1966 год
- «Сумерки» стихотворение в газете «Амурский комсомолец» 15 марта 1967 год
- «Уходят поезда», «В последний раз быстрей стрижей…» стихотворения в газете «Амурский комсомолец» 29 ноября 1967 год
- «Сирень» стихотворение в журнале «Дальний Восток» № 1 1968 год
- «В первом классе» стихотворение в газете «Амурский комсомолец» 6 октября 1968 год
- «Ходоки», «В дни войны», «Санная дорога», «Из детства» стихотворения в журнале «Наш современник» № 7 1969 год
- «Старые дома» стихотворение в газете «Советское Приамурье» 5 декабря 1969 год
- «Возвращение» стихотворение в газете «Амурский комсомолец» 7 января 1970 год
- «Ходоки», «Дочери», «Уходят поезда», «Русская печь» стихотворения в газете «Амурская правда» 9 января 1970 год
- «Из детства» стихотворение в газете «Советское Приамурье» 10 января 1970 год
- «Первая ссылка», «Прост, как правда», «На съезде» стихотворения о Ленине в газете «Амурский комсомолец» 21 января 1970 год
- «Первая ссылка», «В октябре» стихотворения в газете «Тихоокеанская звезда» 23 января 1970 год
- «Дорога» стихотворение в газете «Амурский комсомолец» 4 февраля 1970 год
- «Любовь» стихотворение в журнале «Наш современник» № 3 1970 год
- «Отцы», «Печник», «Ладони» стихотворения в газете «Амурский комсомолец» 15 марта 1970 год
- «Первая ссылка», «естественность, естественность во всём…» стихотворения в журнале «Дальний Восток» № 4 1970 год
- "В дни войны, «Крестоносцы» стихотворения в газете «Амурский комсомолец» 13 мая 1970 год
- «Россия», «Губная гармошка», «Печник» стихотворения в газете «Советское Приамурье» 7 июля 1970
- «Полёт» стихотворение в газете «Амурский комсомолец» 9 августа 1970 год
- «Талантливые мальчики», «Весеннее» стихотворения в газете «Советское Приамурье» 27 августа 1970
- «Пулями пробитые стихи», «В купе, с гитарой наготове», «Кино в селе» стихотворения в журнале «Наш современник» № 9 1970 год
- «Живопись» стихотворение в газете «Амурская правда» 6 сентября 1970 год
- «Россия», «Любовь» стихотворения в газете «Советское Приамурье» 24 октября 1970
- «Россия с хлеба началась…», «Что же вы дурачитесь, ребята» стихотворения о хлебе в газете «Амурский комсомолец» 25 октября 1970 год
- «Снег» стихотворение в газете «Амурский комсомолец» 23 декабря 1970 год
- «Ладони», «В лесу» стихотворения в газете «Советское Приамурье» 16 марта 1971
- «Воспоминанье», «Скворешня», «Два маленьких слова „не надо“» стихотворения в газете «Амурский комсомолец» 26 марта 1971 год
- «Кино в селе» стихотворение в газете «Советское Приамурье» 1 мая 1971
- «Молодая пора ожиданья…», «Скворечня», «Кино», «Русская печь», «Опять бессонница ночная…», «Перед встречей», «Как будто бы из ружей…» стихотворения в журнале «Дальний Восток» № 6 1971 год
- «О Ленине», «Память детства» стихотворения в журнале «Знамя Ленина» 14 июля 1971 год
- «Русская печь», «Россиянки», «Хлеб», «Воспоминанье», «Любовь» стихотворения в журнале «Знамя труда» 24 июля 1971 год
- «Перед встречей», «У лесного ручья», «На асфальте», «В тишине», "Ни одиночества, ни страха… " стихотворения в журнале «Ленинский путь» 6 августа 1971 год
- «В сорок первом» стихотворение в газете «Советское Приамурье» 12 августа 1971 год
- "Мне говорят, «Куда идёт двадцатый век» стихотворения с краткой биографической справкой в газете «Амурский комсомолец» 10 ноября 1971 год
- «Хлеб», «Письма с фронта», «Собкор» и др. стихотворения в журнале «Дальний Восток» № 1 1972 год
- «Учитель», «Капель», «Дворик», «Русская печь» стихотворения в газете «Амурский комсомолец» 30 января 1972 год
- «Письмо с фронта» стихотворение в газете «Победа» 12 февраля 1972 год
- «Снимите шапки, как в священном храме!» стихотворение в газете «Знамя Октября» 17 февраля 1972 год
- «В последний раз по городу…», «Умереть не страшно…», «На привале…» стихотворения в газете «Ленинский путь» 14 марта 1972 год
- «Песня» стихотворение в газете «Амурский комсомолец» 19 марта 1972 год
- «Ты вновь дорожным занят сбором…» стихотворение в газете «Ленинский путь» 10 июня 1972 год
- «Как любит женщина?», «Уж не сам ли Бог нам помог!» стихотворения в газете «Ленинский путь» 5 августа 1972 год
- «Естественность», «Мониторщик», «Дворик», «Махорка» стихотворения в газете «Коммунистический труд» 22 августа 1972 год
- «Ну, кто б догадался о том…» стихотворение в газете «Амурский комсомолец» 5 сентября 1972 год
- «Какая ясная погода!…», «В октябре», «Ты вновь дорожным занят сбором» стихотворения в газете «Амурский комсомолец» 10 сентября 1972 год
- «Куда идёт двадцатый век», «Зимы заснеженные виды», «Из таёжного блокнота», «Моторщик» стихотворения в литературно-художественном альманахе «Приамурье моё-1972» 1973 год
- «Красно солнышко» отрывки из поэмы в газете «Ленинский путь» 31 марта, 3 апреля, 30 мая, 26 июня, 15 сентября, 1 декабря 1973 год
- «Скрипка», «Ремесло», «Игра», «Петухи», «Есть в марте оттепель такая…» стихотворения в журнале «Наш современник» № 1 1974 год
- «Повестка срочная была» стихотворение в газете «Советское Приамурье» 9 февраля 1974 год
- «Слово Ленина» стихотворение в газете «Амурская правда» 24 февраля 1974 год
- «Над рекою Томью», «Мальчики» стихотворения в газете «Амурская правда» 24 марта 1974 год
- «Вот и всё. Не успел…» стихотворение памяти белогорского поэта Дмитрия Цирулика в газете «Ленинский путь» 12 июня 1974 год
- «В тревоге, как в трудной дороге…» стихотворение в газете «Амурский комсомолец» 20 ноября 1974 год
- «Комбайнёр», «Сосед», «Опять весь день снаружи», «Подснежник» стихотворения в литературно-художественном альманахе «Приамурье моё-1973» 1974 год
- «Губная гармоника», «Поездка в город», «Не надо» стихотворения в газете «Ленинский путь» 8 января 1975 год
- «День победы» стихотворение в журнале «Наш современник» № 2 1975 год
- «Материнская кровь» стихотворение в газете «Ленинский путь» 1 марта 1975 год
- «Возвращение» стихотворение в газете «Ленинский путь» 29 марта 1975 год
- «Солдатка» поэма в журнале «Наш современник» № 5 1975 год
- «На охоте» стихотворение в газете «Ленинский путь» 17 мая 1975 год
- «По грибы» стихотворение в газете «Ленинский путь» 28 мая 1975 год
- «Берёза» стихотворение в газете «Амурский комсомолец» 20 июня 1975 год
- «Красные следопыты», «Встреча» стихотворения в газете «Амурская правда» 28 июня 1975 год
- «О детстве», «Сердцевина» стихотворения в газете «Ленинский путь» 22 июля 1975 год
- «Пройду по Родине», «В поезде» стихотворения в газете «Ленинский путь» 6 августа 1975 год
- «Солдатик», «Возвращение с войны», «Завещание», «Красные следопыты», «Осень на Амуре», «Ты опять говоришь о другой…» стихотворения в журнале «Дальний Восток» № 9 1975 год
- «Возвращение с войны» стихотворение в газете «Амурская правда» 25 сентября 1975 год
- «День Победы» стихотворение в газете «Амурский комсомолец» 7 ноября 1975 год
- «Отъезд», «Своими называют города…» стихотворения в газете «Ленинский путь» 14 ноября 1975 год
- «Беспокойство» стихотворение в газете «Амурская правда» 16 ноября 1975 год
- «Утром», «Мать» стихотворения в газете «Амурская правда» 23 ноября 1975 год
- «Мастер» стихотворение в газете «Ленинский путь» 26 ноября 1975 год
- «Охота», «На Зее реке», «Возвращение с войны», «Грибы», «Сердцевина», стихотворения в литературно-художественном сборнике «Приамурье моё-1975» 1976 год
- «Встреча с детством», «Да, было нелегко — не скрою…», «Мать», «Сердцевина», «Утром», «Вот иду я без дороги…» стихотворения в журнале «Дальний Восток» № 4 1976 год
- «В детстве» отрывок из поэмы «Жених и невеста» в газете «Ленинский путь» 7 февраля 1976 год
- «На уроке и на перемене» отрывок из поэмы «Жених и невеста» в газете «Ленинский путь» 27 марта 1976 год
- «Отъезд» стихотворение в газете «Амурская правда» 27 марта 1976 год
- «Светлячок», «Девочка» стихотворения в газете «Амурская правда» 5 мая 1976 год
- «Есть у сердца свойство» отрывок из поэмы в газете «Ленинский путь» 19 июня 1976 год
- «Всё для фронта» отрывок из поэмы в газете «Ленинский путь» 10 июля 1976 год
- «Будни-Праздники», «Работа» стихотворения в газете «Ленинский путь» 27 октября 1976 год
- «Бесконечность», «О работе» стихотворения в газете «Ленинский путь» 4 декабря 1976 год
- «Ленин за работой», «Отец», «Работа» стихотворения в сборнике «Приамурье моё — 1977»
- «Сосед», «Грибы», «Губная гармоника», «Возвращение с войны», «Мать», «Солдатик», «Пройду по Родине» стихотворения в журнале «Наш современник» № 1 1977 год
- «Уж не помню, как мы дотянули» отрывок из поэмы «Жених и невеста» в газете «Ленинский путь» 8 января 1977 год
- «Судьбы не знаю лучшей», «Плотник» стихотворения в газете «Амурская правда» 16 января 1977 год
- «Солдат» отрывок из поэмы «Ленинский путь» 22 января 1977 год
- «Луноход» стихотворение в газете «Ленинский путь» 26 февраля 1977 год
- «Ленин за работой», «Шофёр обедает», «Дожил!.. Сам себе противен» стихотворения в газете «Ленинский путь» 23 апреля 1977 год
- «В дни войны» отрывок из поэмы в газете «Амурская правда» 8 мая 1977 год
- «Никанаровна» поэма в газете «Ленинский путь» 28 мая, 29 июня 1977 год
- «Весть пришла» отрывок из поэмы в газете «Ленинский путь» 29 мая 1977 год
- «Русские икары», «Лампа» стихотворения в газете «Ленинский путь» 30 июля 1977 год
- «Пышка» отрывок из поэмы в газете «Ленинский путь» 10 августа 1977 год
- «Окоём» стихотворение в газете «Ленинский путь» 27 августа 1977 год
- «Далёкий свет» поэма в журнале «Наш современник» № 9 1977 год
- «Ленин за работой» стихотворение в журнале «Наш современник» № 11 1977 год
- «Русские икары», «Луноход» стихотворения в газете «Амурская правда» 4 декабря 1977 год
- «Отец», «Красные следопыты», «Плотник», «Работа» стихотворения в журнале «Наш современник» № 1 1978 год
- «Искра» отрывок из поэмы в газете «Ленинский путь» 21 января 1978 год
- «Ильич в пути» глава из поэмы в газете «Амурская правда» 30 апреля 1978 год
- «Май» отрывок из поэмы в газете «Ленинский путь» 20 мая 1978 год
- «Будни» отрывок из поэмы в газете «Ленинский путь» 19 августа 1978 год
- «Тронет вожжи отец…» стихотворение в газете «Амурский комсомолец» 5 января 1979 год
- «Школа» стихотворение в журнале «Дальний Восток» № 2 1979 год
- «Ты не только в объятьях мила…» стихотворение в газете «Амурский комсомолец» 23 февраля 1979 год
- «Памяти матери», «Мой герой» стихотворения в газете «Амурский комсомолец» 25 февраля 1979 год
- «Плотник» стихотворение в газете «Литературная Россия» 23 марта 1979 год
- «Посвящение дочери» стихотворение в газете «Амурская правда» 29 апреля 1979 год
- «Рязанец» стихотворение в газете «Амурская правда» 17 июня 1979 год
- «Земля» стихотворение в газете «Амурский комсомолец» 22 июля 1979 год
- «Мой герой», «Земля» стихотворения в журнале «Дальний Восток» № 8 1979 год
- «Мой герой», «Вернулся в город юности моей» стихотворения в газете «Советское Приамурье» 9 августа 1979 год
- «Город юности» стихотворение в газете «Амурская правда» 2 сентября 1979 год
- «В октябре», «Овации, как волны» стихотворения в газете «Советское Приамурье» 15 декабря 1979 год
- «О хлебе», «Ночная смена» стихотворения в газете «Советское Приамурье» 29 декабря 1979 год
- «На привале», «Так он медлителен и важен…» стихотворения в газете «Советское Приамурье» 10 января 1980 год
- «22 апреля 1870 года» стихотворение в газете «Амурская правда» 22 апреля 1980 год
- «Средь жары полдневной…», «В пригороде, в старом парке…» стихотворения в газете «Советское Приамурье» 16 августа 1980 год
- «На Зее-реке» отрывок из поэмы «Большак» в газете «Амурская правда» 6 ноября 1980 год
- «Большак» поэма в журнале «Наш современник» № 2-3 1981 год
- «Ротный», «Водоём» стихотворения в газете «Ленинский путь» 16 апреля 1981 год
- «Снег, всюду снег» стихотворение в газете «Советское Приамурье» 16 апреля 1981 год
- «Расстрел», «Мосты», «Подлесок», «Ночью в поезде» стихотворения в газете «Ленинский путь» 30 мая 1981 год
- «Ночь поэзии» стихотворение в газете «Ленинский путь» 11 июля 1981 год
- «Мосты» стихотворение в газете «Амурский комсомолец» 21 августа 1981 год
- «Поездка на БАМ» стихотворение в газете «Ленинский путь» 12 сентября 1981 год
- «Стихи о песне» стихотворение в газете «Амурская правда» 13 сентября 1981 год
- «Пленный» стихотворение в газете «Ленинский путь» 2 октября 1981 год
- «Вечен дух первопроходца», «Мать», «Поездка на БАМ» стихотворения в журнале «Дальний Восток» № 1 1982 год
- «Мишка-никудышка», поэма-сказка в газете «Ленинский путь» 22 января, 5 февраля, 6 февраля 1982 год
- «Июнь-Корань» стихотворение в газете «Амурская правда» 12 февраля 1982 год
- «Тында ночью», «Вот живёшь один и маешься» стихотворения в газете «Ленинский путь» 17 июля 1982 год
- «Актриса», «Ночь поэзии», «И впрямь, чего бы это ради» стихотворения в газете «Амурский комсомолец» 24 сентября 1982 год
- «В час затишья, в час бешеных гроз…» стихотворение в газете «Амурская правда» 28 октября 1982 год
- «В час затишья, в час бешеных гроз…» стихотворение в журнале «Дальний Восток» № 10 1982 год
- «Тёзка» поэма в газете «Амурский комсомолец» 7 ноября 1982 год
- «Прилив любви» стихотворение в журнале «Дальний Восток» № 2 1983 год
- «Земля» главы из поэмы в газете «Амурская правда» 6 февраля 1983, 23 ноября 1983 год
- «Женщины» стихотворение в газете «Амурский комсомолец» 6 марта 1983 год
- «Любовь и жалость», «Возвращение», «Солдатик», «Возвращение с войны», «Губная гармоника», «Русские икары», «Лампа», «Работа», «Ладони», «Ленин за работой», «Родился сын», «Санная дорога», «Повестка срочная пришла…», «Любовь», «Берёза», «Ты вновь дорожным занят сбором…», «Письмо с фронта» из поэмы «Солдатка», «Русская душа» из поэмы «Большак» стихотворения в журнале «Наш современник» № 8 1988 год
- «Человек» стихотворение в журнале «Наш современник» № 12 1988 год
- «Вернулся в город юности моей» стихотворение в газете «Ленинский путь» 20 ноября 1991 год

### Публицистика
- «Когда поют соловьи…» заметка о кинофильме в газете «Амурский комсомолец» 12 мая 1957 год
- «Когда нет желания» очерк в газете «Амурский комсомолец» 31 мая 1957 год
- «У опасной черты» заметка о пьесе Валентины Любимовой в газете «Амурский комсомолец» 2 июня 1957 год
- «Марк Гофман и К°» фельетон в газете «Амурский комсомолец» 19 марта 1958 год
- «Первая весна» очерк в газете «Амурский комсомолец» 14 мая 1958 год
- «Люди преградили путь к стихии» очерк о наводнении летом 1958 года в газете «Амурский комсомолец» 27 июля 1958 год
- «Где золото роют в горах» очерк о Красноармейском прииске в газете «Амурский комсомолец» 21 сентября 1958 год
- «История 18-ти выговоров» очерк в газете «Амурский комсомолец» 23 ноября 1958 год
- «Галя» очерк в газете «Амурский комсомолец» 9 сентября 1959 год
- «30 минут из жизни Лёни Мацкевича» очерк в газете «Амурский комсомолец» 14 октября 1959 год
- «Товарищи» очерк в газете «Амурский комсомолец» 9 декабря 1959 год
- «Самый первый день работы» рассказ в газете «Ленинский путь» 5 мая, 6 мая 1964 год
- «Счастье Владимира малого» очерк в газете «Амурский комсомолец» 16 сентября 1964 год
- «Два выходных дня и…скука» очерк в газете «Биробиджанская звезда» 29 сентября 1967 год
- «Этот древний жанр…» заметка о баснях Николая Фотьева в газете «Ленинский путь» 20 декабря 1974 год
- «Сплав мысли и чувства» очерк о творчестве хабаровского поэта Михаила Асламова в журнале «Дальний Восток» № 8 1980 год
- «Этот древний жанр…» заметка о баснях Николая Фотьева в журнале «Дальний Восток» № 12 1980 год
- «В поисках горной малины» заметка о прозе Николая Фотьева в газете «Амурская правда» 7 октября 1981 год
- «На переднем крае земли» заметка о романе Павла Халова «На краю земли» в газете «Амурская правда» 8 декабря 1981 год